# Michael (film, 1996)
Pour les articles homonymes, voir Michael.
Pour plus de détails, voir Fiche technique et Distribution.
Michael est un film de fantasy américain réalisé par Nora Ephron, sorti en 1996.

## Synopsis
Trois journalistes, travaillant pour le tabloïd National Mirror, enquêtent sur un soi-disant vrai ange vivant chez une vieille dame, Pansy Milbank, dans une petite ville de l'Iowa. Cet ange, prénommé Michael et qui prétend être l'archange Michel, ne ressemble en rien à un ange : il fume, boit et possède une activité sexuelle très active. Après le décès soudain de Pansy, Michael accepte de suivre les journalistes à Chicago.

## Fiche technique
- Titre : Michael
- Réalisation : Nora Ephron
- Scénario : Nora Ephron, Delia Ephron, Peter Dexter et Jim Quinlan, d'après une histoire de Peter Dexter et Jim Quinlan
- Costume : Elizabeth McBride
- Musique originale :
  - Creedence Clearwater Revival: Up Around The Bend
  - Delia Ephron et Nora Ephron : pour la chanson Lips Like a Blowfish
  - Steve Dorff : pour la chanson The Pie Song
  - Erik Hokkanen : pour la chanson Erik's Two Step
  - Teresa James et Terry Wilson : pour la chanson Sittin' By the Side of the Road
  - Randy Newman : pour la chanson Heaven Is My Home
- Musique préexistante :
  - Aretha Franklin : Chain of Fools
- Photographie : John Lindley
- Montage : Geraldine Peroni (en)
- Production : Sean Daniel, Nora Ephron, James Jacks
  - Production exécutive : Delia Ephron, Jonathan D. Krane
- Société de distribution : New Line Cinema, UGC
- Pays de production :  États-Unis
- Langue originale : anglais
- Format : couleur - 1,33:1 - Format 35 mm35 mm (Eastman EXR) - Dolby Digital / SDDS
- Genre : comédie dramatique, fantastique, film musical
- Longueur de pellicule : 2,932 mètres
- Durée : 105 minutes
- Dates de sortie : 
  - États-Unis : 25 décembre 1996
  - France : 4 juin 1997
- Classification :
  - États-Unis : PG - Parental Guidance (Accord parental)
  - France : Tous publics

## Distribution
- John Travolta (VF : Dominique Collignon-Maurin ; VQ : Jean-Luc Montminy) : Michael
- Andie MacDowell (VF : Nathalie Juvet ; VQ : Marie-Andrée Corneille) : Dorothy Winters
- William Hurt (VF : Richard Darbois ; VQ : Jean-Marie Moncelet) : Frank Quinlan
- Bob Hoskins (VF : Michel Fortin ; VQ : Ronald France) : Vartan Malt
- Robert Pastorelli (VF : Sylvain Lemarié ; VQ : Mario Desmarais) : Huey Driscoll
- Jean Stapleton (VF : Annie Bertin ; VQ : Élizabeth Chouvalidzé) : Pansy Milbank
- Teri Garr (VF : Anna Gaylor) : la juge Esther Newberg
- Wallace Langham : Bruce Craddock
- Joey Lauren Adams (VF : Marie-Charlotte Leclaire ; VQ : Aline Pinsonneault) : Anita
- Carla Gugino : la jeune mariée
- Tom Hodges (en) (VF : Patrick Mancini) : le jeune marié
- Catherine Lloyd Burns : Evie
- Richard Schiff (VF : Joël Zaffarano) : le serveur italien
- Calvin Trillin : le shérif

 Source et légende : version française (VF) sur RS Doublage + carton du doublage français sur le DVD zone 2 + Nouveau Forum Doublage Francophone